# Ulf Himmelstrand
John Ulf Ingmar Himmelstrand, född den 26 augusti 1924 i Tirupattur, Indien, död den 8 juni 2011 i Uppsala, var en svensk sociolog. Han var son till John Himmelstrand.
Himmelstrand avlade studentexamen i Sundsvall 1943 och filosofie licentiatexamen i Uppsala 1955. Han promoverades till filosofie doktor och blev docent i sociologi i Uppsala 1960. Himmelstrand var professor i sociologi vid universitetet i Ibadan i Nigeria 1964–1967, universitetslektor vid Uppsala universitet 1966–1969 och professor i sociologi där 1969–1989. Han var Fellow of the Center for Advanced Study in the Behavioral Sciences vid Stanforduniversitetet i Förenta staterna 1968–1969, ordförande i Sveriges sociologförbund 1973–1976, vice president i International Sociological Association 1974–1978, president 1978–1982, vice president i International Social Science Council i Paris 1981–1987, ledamot av den nordiska samarbetskommittén för internationell politik inklusive freds- och konfliktforskning 1970–1976 och gästprofessor vid Nairobi universitet 1987–1992. Himmelstrand vilar på Uppsala gamla kyrkogård.